# Ruan Isquierdo
Ruan Isquierdo (4 de noviembre de 1993) es un deportista brasileño que compite en judo. Ganó una medalla de bronce en el Campeonato Panamericano de Judo de 2017, en la categoría de +100 kg.

## Palmarés internacional
| Campeonato Panamericano | Campeonato Panamericano   | Campeonato Panamericano | Campeonato Panamericano |
| Año                     | Lugar                     | Medalla                 | Categoría               |
| ----------------------- | ------------------------- | ----------------------- | ----------------------- |
| 2017                    | Ciudad de Panamá (Panamá) | Medalla de bronce       | +100 kg                 |